# シサル
シサル（Sisal)は、メキシコのユカタン州北西部に位置する港町である。マヤ語ではZizal kin（涼しい場所）と呼ばれていた。19世紀前半から商業用の港として発展し、シサル港からユカタン州で栽培されたサイザル麻(Sisal Hemp)が輸出されるようになると、大きく発展した。19世紀後半になると、より大規模なインフラストラクチャーを兼ね備えた港が必要となり、シサルの東にプログレソという新しい港が建設された。
その後、シサルは商業用の港としては衰退し、最近に至るまで小さな漁村として存在していた。
しかし2000年代半ばからユカタン州政府がシサルの観光開発に力を入れ、廃墟となっていた旧税関の建物、桟橋、ホテルやビーチなどを整備した結果、週末や大型連休にはメリダやさらには海外からも観光客が集まるようになった。またビーチのそばには別荘が次々と建設され、町の規模は大きくなる傾向にある。